# Papbikó
Papbikó falu Romániában, Szatmár megyében.

## Fekvése
Szatmár megye keleti részén, Remetemező-től délre fekvő település.

## Története
A település neve az oklevelekben a XV. században tűnik fel. Ekkor a környéken több bikó nevű falu is volt:
1424-ben Magerbyko, Oláhbyko, Nagbyko.
1463-ban Zakalosbyko, 1470-ben Oláh, Nagh és Kysbiko neve tűnt fel az okiratokban.
A fent felsorolt települések mindegyike a bélteki uradalom-hoz tartozott.
A szatmári béke után a település a gróf Károlyi Sándor birtoka lett.
A XX. század elején gróf Károlyi Lajos-nak volt itt nagyobb birtoka.
Az 1900-as évek elején Borovszky így ír a községről: "Kisközség a váraljai járásban 65 házzal és 331 görögkatolikus oláh lakossal. Határa 1905 hold… A község utolsó postája, táviró és vasúti állomása Válaszút".

## Nevezetességek
- Görögkatolikus templom – 1877-ben épült.